# 维特林根
维特林根是德国巴登-符腾堡州的一个市镇。总面积4.50平方公里，总人口973人，其中男性488人，女性485人（2011年12月31日），人口密度216人/平方公里。